# فيروس شيكونغونيا
فيروس شيكونغونيا هو الفيروس المسبب لداء يدعى شيكونغونيا، ويختصر اسمه بالمختصر (CHIKV).
ينتمي الفيروس لجنس فيروس ألفا ضمن الفيروسات الطخائية.
الفيروس ضمن مجموعة فيروسات غابة سمليكي التي تضم أيضا فيروس نهر روس وفيروس أونيونغ نيونغ وفيروس غابة سمليكي.
ينتقل الفيروس بواسطة مفصليات الأرجل، وخصوصا البعوضيات، كما يمكن أن ينتقل عموديا لكن هذه الطريقة أقل شيوعا.